# Pauta Saila
Pauta Saila (né dans un camp de chasse sur la côte Ouest de l'île de Baffin dans les Territoires du Nord-Ouest en décembre 1917 et mort à Cape Dorset le 9 juin 2009) est un artiste inuit de l'Île de Baffin, au Canada qui habitait  à Cape Dorset, au Nunavut.  

## Biographie
Ses œuvres, souvent  en serpentine, représentent la faune de l'Arctique. 
Il est tout particulièrement connu pour ses ours qui dansent.
Il fut élu à l'Académie royale des arts du Canada en 2003.

## Musées et collections publiques
- Musée national des beaux-arts du Québec[2]